# Cal Burro
Cal Burro és una casa de Viladamat (Alt Empordà) inclosa a l'Inventari del Patrimoni Arquitectònic de Catalunya.

## Descripció
Situada dins del nucli urbà de la població de Viladamat, a tocar el nucli antic del poble per la banda sud-est.
Edifici entre mitgeres de planta rectangular, amb un jardí a la part posterior. Presenta la coberta de teula de dues vessants i està distribuït en planta baixa i dos pisos, amb una terrassa al nivell del primer pis adossada a la façana de migdia. La façana principal presenta un gran portal d'arc de mig punt desviat, bastit amb grans dovelles de pedra i els brancals bastits amb carreus ben desbastats. A l'extrem de llevant de la façana hi ha un altre portal rectangular i una finestra, ambdós emmarcats amb carreus desbastats. Als pisos les finestres són rectangulars, emmarcades amb carreus, les llindes planes i els ampits motllurats. Les de la planta superior són més petites que les de la planta noble. La façana està rematada amb un ample ràfec de teula i maó.
La construcció és bastida amb pedra desbastada i sense treballar, lligada amb morter i amb algunes refeccions fetes de maons, al voltant de les obertures.